# Citroën M35
De Citroën M35 was een experimenteel model waar 267 stuks van werden aangeboden aan evenzoveel uitverkozen Franse Citroën-rijders (212 stuks geproduceerd in 1970, 49 in het volgende jaar). Die hadden als taak de auto te beoordelen over een van tevoren vast gestelde tijd, om zo aldus een grote schaal van meningen te vormen waarmee Citroën inzicht kreeg in het wel en wee van dit model.
Het bijzondere van die serie was het feit dat er wankelmotoren werden gebruikt, ontwikkeld door Comotor, een samenwerkingsverband met NSU. De carrosserie werd ontleend aan de Ami 8, maar dan met een schuiner aflopende achterkant als een soort coupé met twee deuren. Ook de detaillering van de neus was anders. Ieder exemplaar werd genummerd, en dit nummer werd opvallend op de zijkanten geplaatst. Na de proef werden alle M35-ers teruggevorderd om vernietigd te worden. Enkele werden toch gered en zodoende zijn deze nu erg kostbaar. Naar verluidt waren alle 267 M35's donkergrijs metallic van kleur. Er bestaan echter zwart-witfoto's met daarop diverse M35 in een andere tint, maar het is onduidelijk of het hier gaat om origineel Citroën-spuitwerk.
Overigens is er ook in de GS-serie een model geweest met een wankelmotor: de GS Birotor. De vorm van de GS werd helemaal overgenomen behalve het onderstel, dit werd iets breder dan het oorspronkelijke model van de GS. Ook dit model heeft de weg naar het grote publiek niet kunnen vinden, en werd al snel niet meer aangeboden.

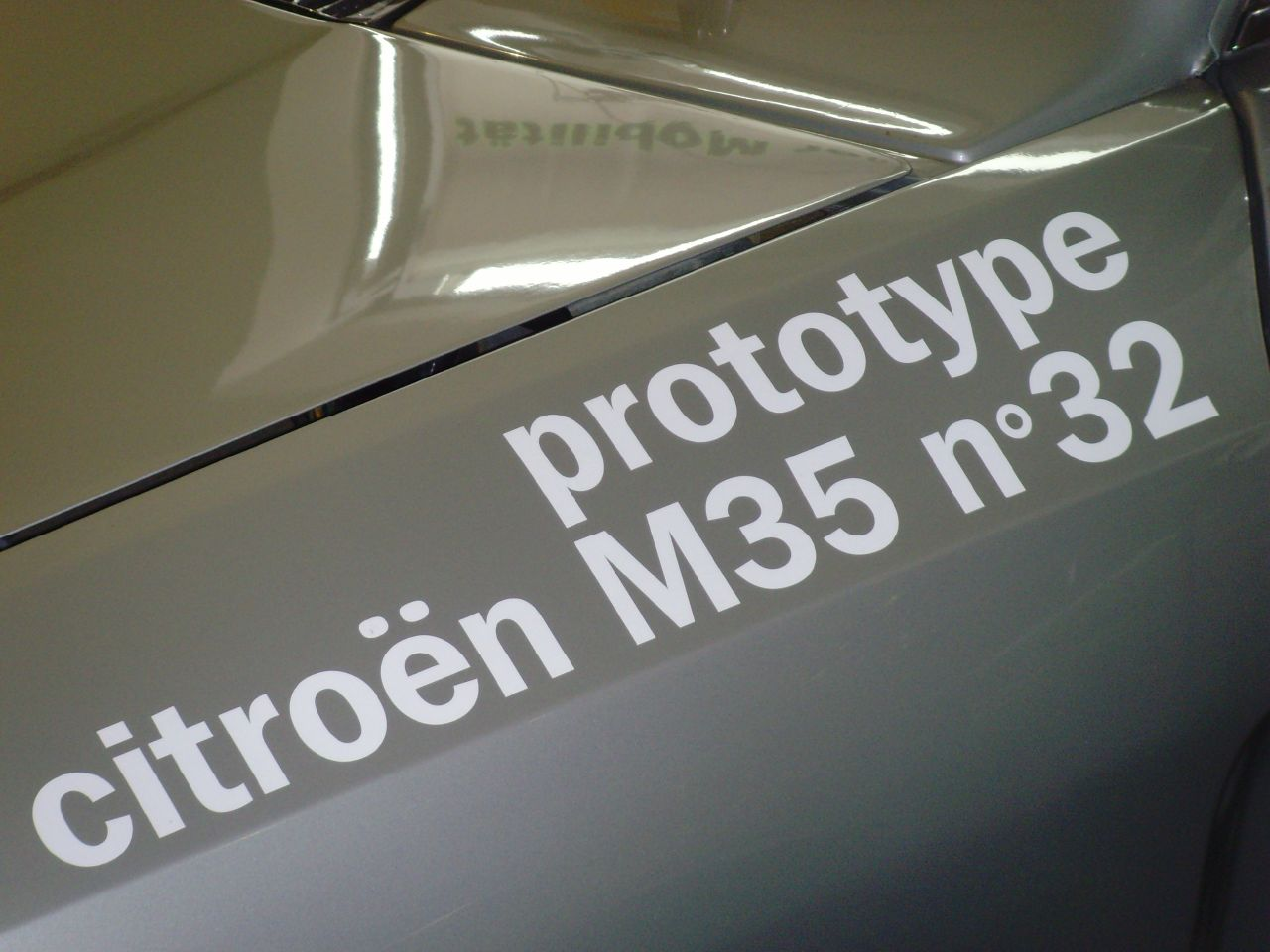
Genummerde M35

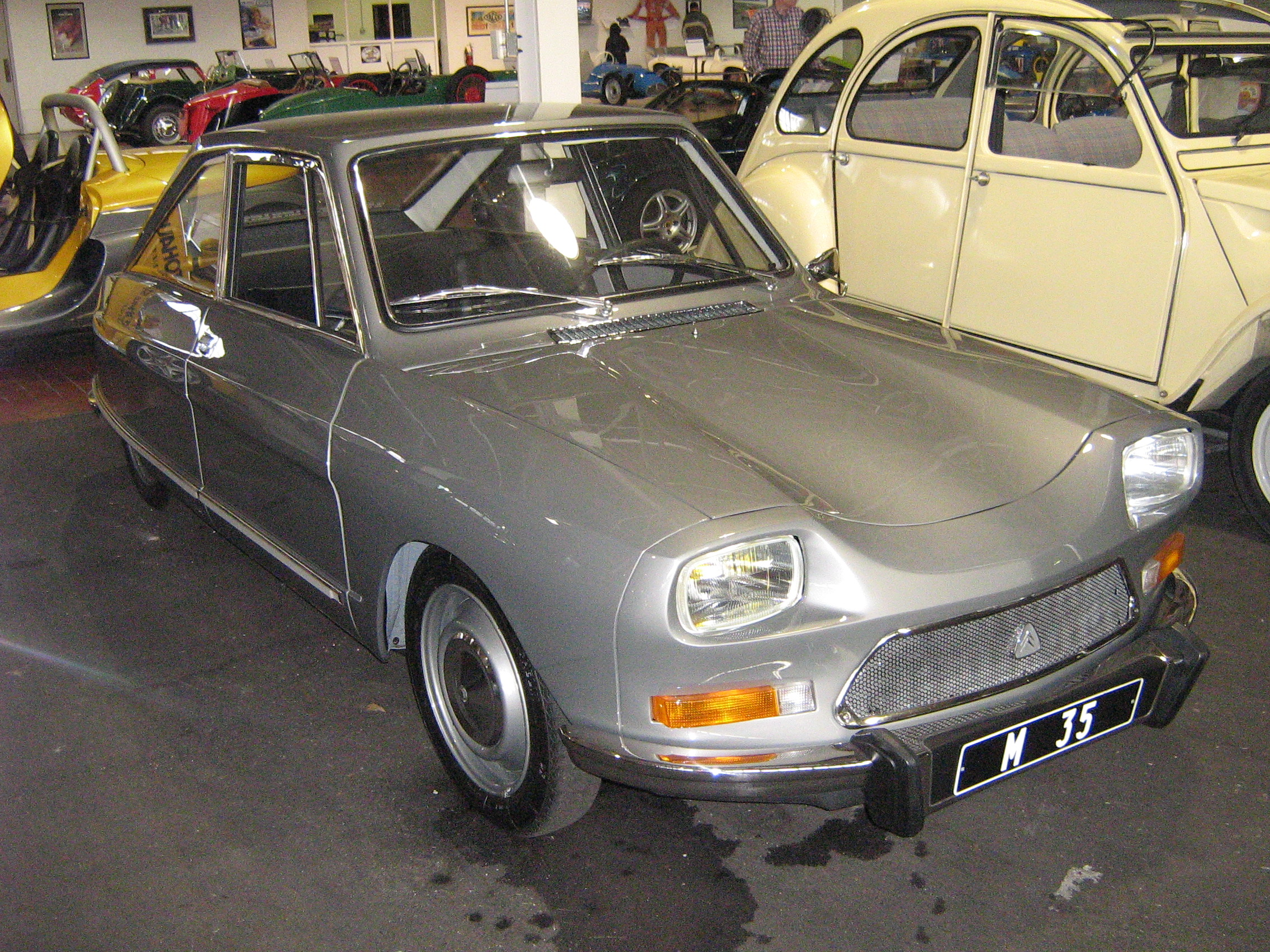
M35 uit 1970

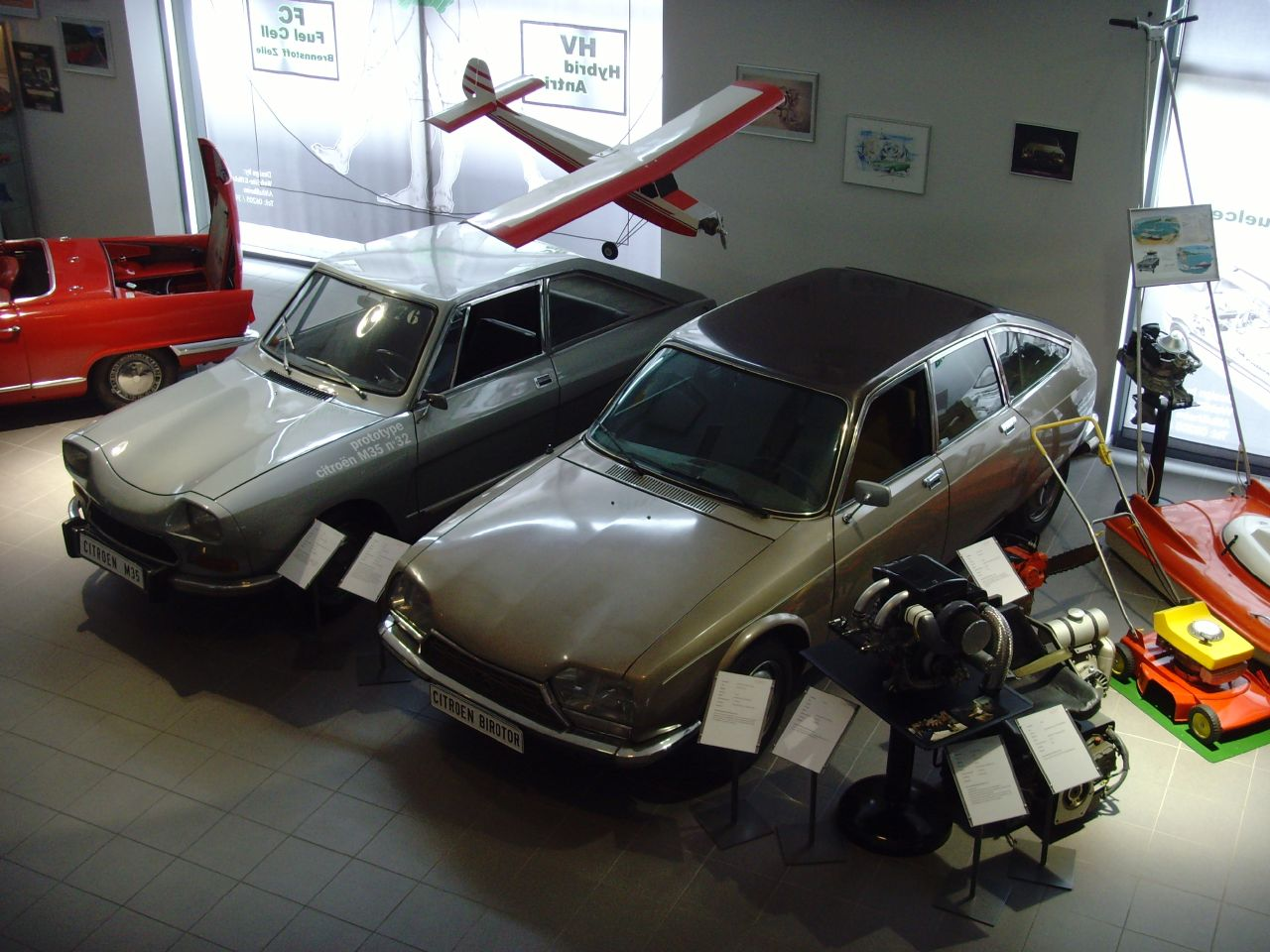
M35 en GS Birotor